# Kem trăng xanh

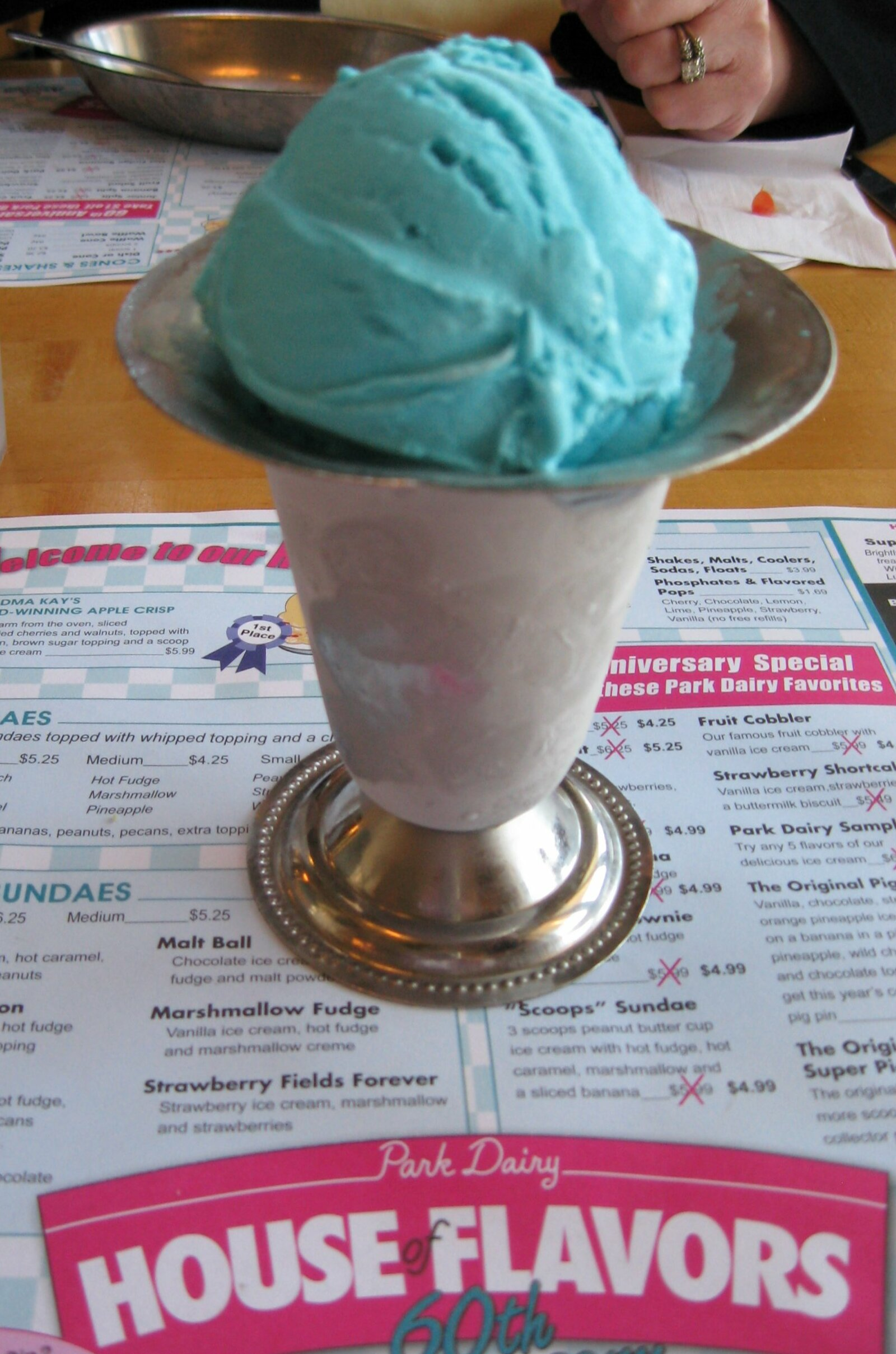
Kem trăng xanh

Kem trăng xanh (tiếng Anh: blue moon ice cream) là một hương vị kem với màu xanh sáng, được bán ở Thượng Trung Tây của Hoa Kỳ, nguồn gốc có thể là từ Milwaukee, Wisconsin. Chicago Tribune đã mô tả kem là "có màu xanh như Xì Trum, có vị ngọt của marshmallow và nếm rõ rệt như Froot Loops và Fruity Pebbles". Kem trăng xanh là một trong những hương vị tạo nên kem lạnh Superman ở một số bang của Mỹ.